# خارپشت‌ماهی سه‌نواره
خارپشت‌ماهی سه‌نواره (نام علمی: Dicotylichthys punctulatus) نام یک گونه از تیره خارپشت‌ماهیان است.